# Linkmenys
Linkmenys est un village situé dans la Municipalité du district d'Ignalina de l'Apskritis d'Utena en Lituanie. En 2001, la population était de 212 habitants.

## Histoire
Au cours de la Seconde Guerre mondiale, en juillet 1941, 70  juifs de la ville sont assassinés lors d'une exécution de masse perpétrée par un Einsatzgruppen de nationalistes lituaniens. Une stèle est érigée sur le lieu du massacre.